# Shia-moskee (Tbilisi)
Shia-moskee (ook wel Sjah Abbas-moskee genoemd, Georgisch: თბილისის შიიტური მეჩეთი) was een sjiitische moskee in Tbilisi, de hoofdstad van Georgië.
In 1522 werd direct naast de brug, die het centrum van Tbilisi met de wijk Metechi verbindt, een sjiitische moskee gebouwd op de plaats van een kleine kerk die werd verwoest tijdens de aanval van de troepen van Safawidische sjah Ismail I. Later, tijdens de aanval van sjah Abbas I (1606), werd de moskee uitgebreid en werden er minaretten gebouwd. De moskee is vernoemd naar Sjah Abbas. Na de Grote Vaderlandse Oorlog werd de moskee gesloopt door de Sovjet-autoriteiten vanwege de bouw van een nieuwe brug. Op de plek ligt tegenwoordig het Gorgasaliplein.